# Capolinea (locale jazz)
Il Capolinea, chiamato così per essere stato simbolicamente considerato l'approdo notturno finale (dopo concerti o sessioni di registrazione) dei musicisti di jazz residenti o di passaggio a Milano, è stato uno storico locale situato lungo il Naviglio Grande, in via Lodovico il Moro 119 (vicino al capolinea del tram 19).

## Storia
Venne fondato nel 1968 da Nando de Luca e Giorgio Vanni, ex batterista toscano, con l'intento di abbinare cucina e musica, e chiuse nel 1998, in seguito a problemi di natura legale ed economica. Divenne in breve tempo  uno dei maggiori ritrovi della musica jazz in Italia, un vero e proprio "tempio del jazz" di respiro internazionale in cui suonarono i più famosi artisti italiani e stranieri. In quel periodo, per sole due stagioni, rimase aperto anche un altro storico jazz club milanese, il Jazz Power, e spesso gli artisti che si erano esibiti in quello concludevano la serata al Capolinea.
Era dotato di un ampio palco che spesso veniva utilizzato per registrare dischi dal vivo. Tra i tanti, si ricordano At Capolinea di Chet Baker (Red Records, 1984) e l'album Capolinea del Banco del Mutuo Soccorso (Ricordi, 1979).
Frequentato da un pubblico eterogeneo, il Capolinea, più che un locale, era "il ritrovo" a Milano per amanti del jazz e  musicisti, tappa fissa per ogni artista che passava da Milano e dall'Italia. Non si contano le entusiasmanti jam session, che si protraevano anche fino all'alba, davanti ad appassionati che lasciavano il locale solo quando gli strumenti venivano riposti dai musicisti nelle custodie.
Durante il giorno venivano anche date lezioni di musica: si ricorda il maestro Enrico Lucchini che, al piano superiore del locale, dal 1973 dava lezioni di batteria ad allievi provenienti da tutta Italia.

## Il pianoforte
Dal 2017 il pianoforte del Capolinea, uno Yamaha CS, è ospitato presso il Circolo Arci Bellezza di Milano, nella storica Palestra Visconti, utilizzata come set da Luchino Visconti per alcune scene di Rocco e i suoi fratelli.
Recuperato e restaurato, è utilizzato ancora per concerti jazz ospitati dal locale.

## Artisti che hanno suonato al Jazz Club Capolinea
- Angelo Arienti
- Banco del Mutuo Soccorso
- Chet Baker[8]
- Attilio Donadio
- Gianni Basso
- Bob Berg
- Art Blakey
- Betty Carter
- Franco Cerri
- Stefano Cerri
- Vinnie Colaiuta
- Chick Corea
- Miles Davis
- Franco D'Andrea
- Pino Daniele
- Bruno De Filippi
- Tullio De Piscopo
- Dizzy Gillespie
- Barney Kessel
- Gerry Mulligan
- Woody Herman
- Steve Lacy
- Enrico Rava
- Larry Nocella
- Paolo Pellegatti
- Giampiero Prina
- Mario Rusca
- Tony Scott
- Paolo Tomelleri
- Joe Venuti
- Cedar Walton
- Luca Flores
- Alessandro Di Puccio
- Cooper Terry